# Nicholas Winton
Nicholas Winton MBE (Londres, 19 de maig de 1909 - Slough, Berkshire, 1 de juliol de 2015) fou un humanista i militar anglès, conegut per haver salvat 669 nens jueus de la mort a mans de l'Alemanya nazi tot just abans de l'inici de la Segona Guerra Mundial el 1939. Utilitzant la seva influència va ser capaç d'organitzar una operació coneguda com a Kindertransport (transport d'infants) que va aconseguir transportar un grup de nens des de la Txecoslovàquia ocupada pels nazis fins a llars d'acollida al Regne Unit. Després de la guerra no va explicar els fets a ningú i només es van descobrir quan la seva dona va trobar accidentalment, el 1988, unes notes que guardava a l'àtic amb el registre dels nens i les famílies d'acollida.
Arran del descobriment de la història, la premsa britànica li donà el sobrenom del Schindler britànic i va rebre diversos reconeixements. El 2008 va ser proposat com a Premi Nobel de la Pau pel govern txec i el 2010 el govern del Regne Unit li va concedir la medalla d'Heroi Britànic de l'Holocaust. El 2014 el president txec Miloš Zeman li va atorgar l'orde del Lleó Blanc, el guardó més important de la República Txeca.
Els seus últims anys residí a Maidenhead, una petita localitat situada al sud de Gran Bretanya. Sempre portava un anell que li van regalar alguns dels nens a qui va salvar, amb la següent inscripció: «Salva una vida, salva el món».

## Biografia
Fill d'immigrants alemanys d'origen jueu, la seva infància i adolescència van transcórrer de manera molt segura i tranquil·la, tal com corresponia a un jove anglès de família benestant de començaments de segle.
El 1931, un cop finalitzats els seus estudis, va entrar a treballar com a agent de borsa a la seva ciutat natal. El desembre de 1938 tenia previst passar uns dies de vacances esquiant a Suïssa quan va rebre una trucada telefònica del seu amic Martin Blake en la qual aquest li demanava que cancel·lés tots els plans que tingués per a aquells dies i es dirigís a Praga. «Tinc una proposta molt interessant per a tu. No et molestis a portar els teus esquís», li va dir Blake. En arribar a Praga, Blake li va preguntar si volia ajudar-lo i treballar temporalment en els camps de refugiats de la zona, on milers d'éssers humans, molts dels quals eren nens d'origen hebreu, malvivien en condicions infrahumanes. La visió del drama el va marcar profundament i va decidir muntar una oficina improvisada a l'habitació de l'hotel on s'allotjava i va començar a elaborar un pla per treure del país a tants nens jueus com fos possible per dur-los a altres estats i salvar les seves vides.

## El rescat dels nens txecs
En poc temps, la comunitat hebrea de la capital txeca es va fer ressò de la presència de Winton a la ciutat i del motiu que l'impulsava a seguir allà. Centenars de famílies l'anaren a visitar per intentar persuadir-lo que inclogués els seus fills en la llista dels nens que intentaria salvar. L'allau de sol·licituds va provocar que es veiés obligat a obrir una nova oficina al carrer de Vorsilska per poder atendre a tanta gent com fos possible. El seu amic Trevor Chadwick es va ocupar personalment d'aquest despatx. En pocs dies centenars de famílies havien anat a demanar ajuda per salvar els seus fills.
Conscient de la magnitud del problema que tenia davant seu, va contactar amb els ambaixadors de les nacions que considerava que podrien fer-se càrrec dels nens, però només el govern suec va accedir a ocupar-se d'un grup de nens. Per la seva banda, la Gran Bretanya va prometre acceptar els que fossin menors de 18 anys, però només si abans hi havia famílies disposades a acollir-los i que, a més, s'haurien de comprometre a pagar a compte un dipòsit de 50 lliures per cada nen, per sufragar la seva futura tornada a casa.
Finalment Winton va haver de tornar a Londres per reincorporar-se al seu lloc de treball. El seu retorn no li va impedir continuar apuntalant el seu pla de rescat. Així, va crear una organització que va batejar amb el nom de "El Comitè Britànic per als Refugiats de Txecoslovàquia, Secció per a Infants", que al principi només comptava amb ell mateix, la seva mare, la seva secretària i uns quants voluntaris.
Un cop creat el Comitè, Winton va haver de fer front a un gran problema: aconseguir el finançament necessari per pagar els costos del viatge en tren dels nens des de Txecoslovàquia fins al país d'acollida i trobar persones que acceptessin fer-se càrrec d'aquests nois i pagar les 50 lliures que reclamava el govern. Winton va començar a publicar anuncis en els diaris britànics, a les esglésies i en les sinagogues demanant ajuda. La resposta dels londinencs va ser entusiasta. En unes setmanes, centenars de famílies van acceptar acollir els nens i van aportar els diners necessaris com per iniciar els transports des de Txecoslovàquia fins a la capital anglesa.
El primer d'ells es va efectuar el 14 de març de 1939 en avió. En els següents mesos es van organitzar set transports, tots per tren. L'últim va tenir lloc el 2 d'agost. Els ferrocarrils tenien com a destinació l'estació de Liverpool Street, a Londres, on esperaven als nens les famílies d'acollida.
El vuitè tren havia de sortir de Praga l'1 de setembre de 1939 i hi havien de viatjar uns altres 250 nens, però aquest mateix dia Alemanya va envair Polònia i va tancar les seves fronteres. El transport, literalment, va desaparèixer. Cap dels menors va tornar a ser vist mai més. Van ser 250 víctimes que es van sumar als més de 15.000 nens que van morir assassinats a Txecoslovàquia durant la Segona Guerra Mundial.

## El descobriment de la història i la popularitat
En total Winton va rescatar 669 nens jueus. La seva gesta, que hagués merescut múltiples condecoracions i actes d'homenatge, però, va quedar en l'oblit durant 50 anys, ja que va preferir mantenir els fets en secret. No va ser fins al 1988 quan la seva dona va trobar un vell maletí de cuir amagat a les golfes de casa seva i, remenant entre els papers que contenia, va topar amb les fotos de 669 nens, una llista amb el nom de tots ells i algunes cartes dels seus pares. Tal descobriment va provocar que Winton no tingués més remei que explicar-li a la seva dona el que havia passat dècades enrere.
Sorpresa per la història que li acabava d'explicar el seu marit, Greta es va posar en contacte amb Elisabeth Maxwell, una historiadora especialitzada en l'holocaust i dona del magnat de la comunicació Robert Maxwell, propietari de diaris com el Daily Mirror i el Sunday Mirror.
Maxwell, d'arrels txecoslovaques, va quedar tan impressionat per la gesta de Winton que va decidir publicar la història en els seus diaris. Poc després, la BBC es va fer ressò dels fets que s'havien esdevingut mig segle abans i els fets es van precipitar. En uns dies va passar de ser un personatge anònim a convertir-se en un heroi nacional, tant al seu país com a l'antiga Txecoslovàquia. Així, el 1993 la reina Elisabet II el va nomenar membre de l'Orde de l'Imperi Britànic; anys més tard, el 31 de desembre del 2002, el va condecorar amb el títol de Cavaller pels seus serveis a la Humanitat. També ostentava el títol d'Alliberador de la Ciutat de Praga i l'Orde de T. G. Marsaryk, que va rebre de mans de Vaclav Havel el 28 d'octubre de 1998. El 9 d'octubre de 2007 va rebre la màxima condecoració militar txeca, la Creu de la Classe, en una cerimònia en què l'ambaixador txec va mostrar el seu suport públic a una iniciativa impulsada per estudiants del país que comptava ja amb més de 32.000 signatures i en què es demanava que li atorguessin el Premi Nobel de la Pau.
La història de Nicholas Winton ha servit d'inspiració per a la realització de tres pel·lícules: All my loved ones, dirigida pel realitzador txec Matej Mináč; Nicholas Winton: The power of Good, un documental que va guanyar un premi Emmy el 2002; i One Life el 2023.